# Новые приключения янки при дворе короля Артура
«Новые приключения янки при дворе короля Артура» — советский кинофильм 1988 года по мотивам повести Марка Твена «Янки из Коннектикута при дворе короля Артура».

## Сюжет
В одном из вылетов с опытным американским лётчиком и его экипажем случилось неожиданное бедствие. Вместе с самолётом они провалились во временную дыру. Остальные члены команды погибают, а главного героя переносит в Средневековье, во времена короля Артура. Сначала он попадает в плен к одному из рыцарей Круглого стола, который знакомит его с тем, как жили рабы в этот период времени. Благодаря своим знаниям из нового века ему удается добыть свободу и даже занять приличное место при дворе. Вскоре он становится рыцарем. Именно в этот период он познаёт всю суть жизни при дворе. Хэнк начинает разбираться во всех интригах, что строятся разными личностями. Он понимает, что здесь является чужим, и ему необходимо срочно искать путь домой.

## В ролях
- Сергей Колтаков — Хэнк Морган
- Альберт Филозов — Король Артур, Мерлин
- Анатолий Столбов — настоятель монастыря
- Владимир Кашпур — работорговец
- Анастасия Вертинская — Моргана
- Евгений Евстигнеев — архиепископ
- Александр Кайдановский — рыцарь Ланселот
- Елена Финогеева — Королева Гвиневра
- Евдокия Германова — Сэнди
- Владимир Сошальский — Саграмор
- Марк Гресь — Мордред
- Мария Капнист — Фатум, рыцарь, игуменья (эпизоды)
- Алексей Горбунов — менестрель

## Съёмочная группа
- Автор сценария: Михаил Рощин, Виктор Гресь
- Режиссёр: Виктор Гресь